# Delta Eridani
Delta Eridani (δ Eri, Rana) – gwiazda w gwiazdozbiorze Erydanu, odległa od Słońca o około 29,5 roku świetlnego.

## Nazwa
Nazwa własna gwiazdy, Rana, jest słowem łacińskim i oznacza „żaba”. Została jej przypisana przez pomyłkę w XX wieku; pierwotnie nazwę Rana Secunda („druga żaba”) nosiła gwiazda Beta Ceti. Nazwa ta wywodziła się z arabskich wyobrażeń nieba. Międzynarodowa Unia Astronomiczna w 2022 roku formalnie zatwierdziła użycie nazwy Rana dla określenia tej gwiazdy.

## Charakterystyka
Jest to podolbrzym należący do typu widmowego K0. Jego obserwowana wielkość gwiazdowa to 3,54m. Jest sklasyfikowany jako zmienna typu RS Canum Venaticorum, jednak choć przejawia aktywność magnetyczną, nie ma towarzysza i klasyfikacja ta jest prawdopodobnie błędna. Gwiazda ta jest starsza od Słońca, rozpoczęła życie jako żółto-biały karzeł reprezentujący typ widmowy F8 około 7,5 miliarda lat temu, ale zdążyła już zakończyć okres syntezy wodoru w hel w jądrze i zaczęła zmieniać się w olbrzyma. Zaawansowany wiek gwiazdy wpłynął na jej skład chemiczny – choć jej metaliczność jest o około połowę wyższa od słonecznej, zawiera ona o połowę mniej litu, który stopniowo niszczą reakcje termojądrowe.